# Dolmen von Kerhenry
Der Dolmen von Kerhenry (auch Ker Henry) liegt in einem Feld an der Straße „Chemin de Doaren Quistinen“, östlich von Arradon im Département Morbihan in der Bretagne in Frankreich. Dolmen ist in Frankreich der Oberbegriff für Megalithanlagen aller Art (siehe: Französische Nomenklatur).

## Beschreibung
Der Dolmen ist eine weitgehend zerstörte Megalithanlage und das älteste Denkmal in der Gemeinde. Der Ost-West orientierte U-förmige Dolmen hat eine etwa 1,8 m lange Kammer. Der leicht geneigte Deckstein hat eine Reihe von in einem Halbkreis angeordneten Kerben. Die Reste eines Rundhügels sind um den Dolmen erhalten. 2010 erfolgte eine Beseitigung der üppigen Vegetation. Bei dieser Gelegenheit äußerte der Stadt den Wunsch, das Land, auf dem der Dolmen steht zu erwerben.
Der 1866 von Louis Galles (1827–1874) ausgegrabene neolithische Dolmen erbrachte Stücke menschlicher Knochen, Steinwerkzeuge und Keramikscherben.